# João Mendes de Vasconcelos, senhor de Penela
João (ou Joane) Mendes de Vasconcelos (1358 - 20.09.1440), senhor de metade da vila de Penela e 2.º senhor do julgado de Soalhães, foi um fidalgo português dos séculos XIV e XV. Partidário da rainha D. Leonor Teles durante a crise de 1383 - 1385, acabou por servir o Mestre de Avis depois da sua aclamação como D. João I.

## Biografia
Era filho primogênito de Gonçalo Mendes de Vasconcelos, alcaide-mor de Coimbra e de sua mulher D. Teresa Vasques Ribeiro, 3.ª senhora do Morgado de Soalhães.
Sucedeu a seu pai no senhorio do julgado de Soalhães e de metade da terra de Penela e foi ainda, por eleição do concelho e dos homens bons do julgado, confirmada por carta régia de 09.05.1408, senhor da terra de Mós.  E sucedeu a sua mãe no morgado de Soalhães, do qual foi o 4.º administrador.
Apesar de os seus dois irmãos mais novos, Mem Rodrigues e Rui Mendes de Vasconcelos, terem seguido o partido do Mestre de Avis e integrado a célebre Ala dos Namorados, na batalha de Aljubarrota, João Mendes começou por apoiar o partido de sua parenta, a rainha D. Leonor Teles, tendo levantado por ela o castelo de Estremoz, do qual era alcaide. Mas a população revoltou-se e forçou-o a deixar o Castelo. Contudo, depois deste desaire, viria mais tarde a apoiar D. João I e a casar com uma irmã do condestável D. Nuno Álvares Pereira.
Desentendeu-se com seu irmão Mem Rodrigues de Vasconcelos, Mestre da Ordem de Santiago, na partilha dos bens paternos, pelo que, posta demanda, proferiu o infante D. Duarte, a quem os irmãos haviam recorrido, uma sentença mandando dividir a herança paterna em partes iguais, sujeita porém ao pagamento das respectivas dívidas. Sobre esta sentença se baseou uma carta régia de 08.04.1420, pela qual João Mendes ficou com Soalhães e metade de Penela.
Apesar de neste diploma régio João Mendes ser referido em segundo lugar, após seu irmão, não restam dúvidas sobre ter ele sido o primogênito, pois em outra sentença, datada de 13.07.1434, D. Duarte refere explicitamente ser ele o "filho primeiro lídimo" de Gonçalo Mendes de Vasconcelos., como tal tendo sucedido ao pai no senhorio da honra de Soalhães.
Foi sepultado no convento velho de S. Domingos de Coimbra, onde igualmente jaz sua mulher.

## Casamento e descendência
Do seu casamento com D. Leonor Pereira, filha de D. Álvaro Gonçalves Pereira, Prior do Hospital, e irmã do condestável D. Nuno Álvares Pereira, teve a seguinte geração:
- D. Maria de Vasconcelos, casada com D. Afonso, senhor de Cascais, filho bastardo do Infante D. João e neto de D. Pedro I e de D. Inês de Castro; com geração, nos condes de Penela.[1]
- D. Teresa de Vasconcelos, casada c. 1423 com D. Pedro de Castro, 1.º senhor de Bem Viver; com geração.
- D. Beatriz de Vasconcelos, casada com D. Fradique de Castro, "o Tagarote"; com geração, que em breve se extinguiria.

Fora do casamento teve o seguinte filho bastardo:
- Lourenço Mendes de Vasconcelos (que viria a suceder diretamente a seu avô paterno, Gonçalo Mendes de Vasconcelos, no senhorio da Honra de Nomães, em Ruivães, no julgado de Vermoim, a quem D. Fernando I a confirmara em 28.02.1374), casou em 1442 com D. Beatriz Pereira, filha de D. Álvaro Pereira, 2.º senhor de Águas Belas, com geração.